# Storzkoppeling

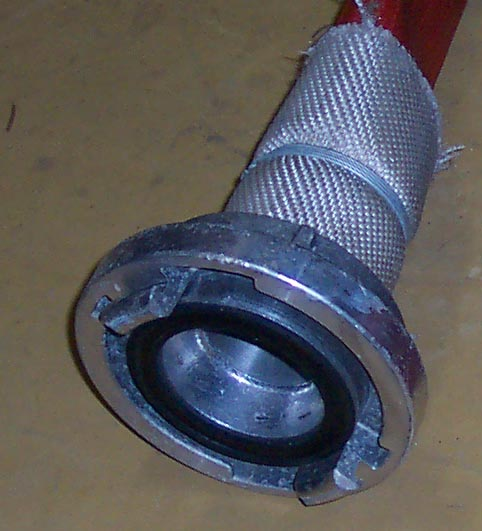
Een storzkoppeling op een 75 mm brandslang

Een storzkoppeling is bedoeld om slangen met elkaar of met vaste armaturen te verbinden. Dit type koppeling wordt voornamelijk gebruikt bij de brandweer in veel Europese landen en ook voor industriële toepassingen.

## Vormgeving

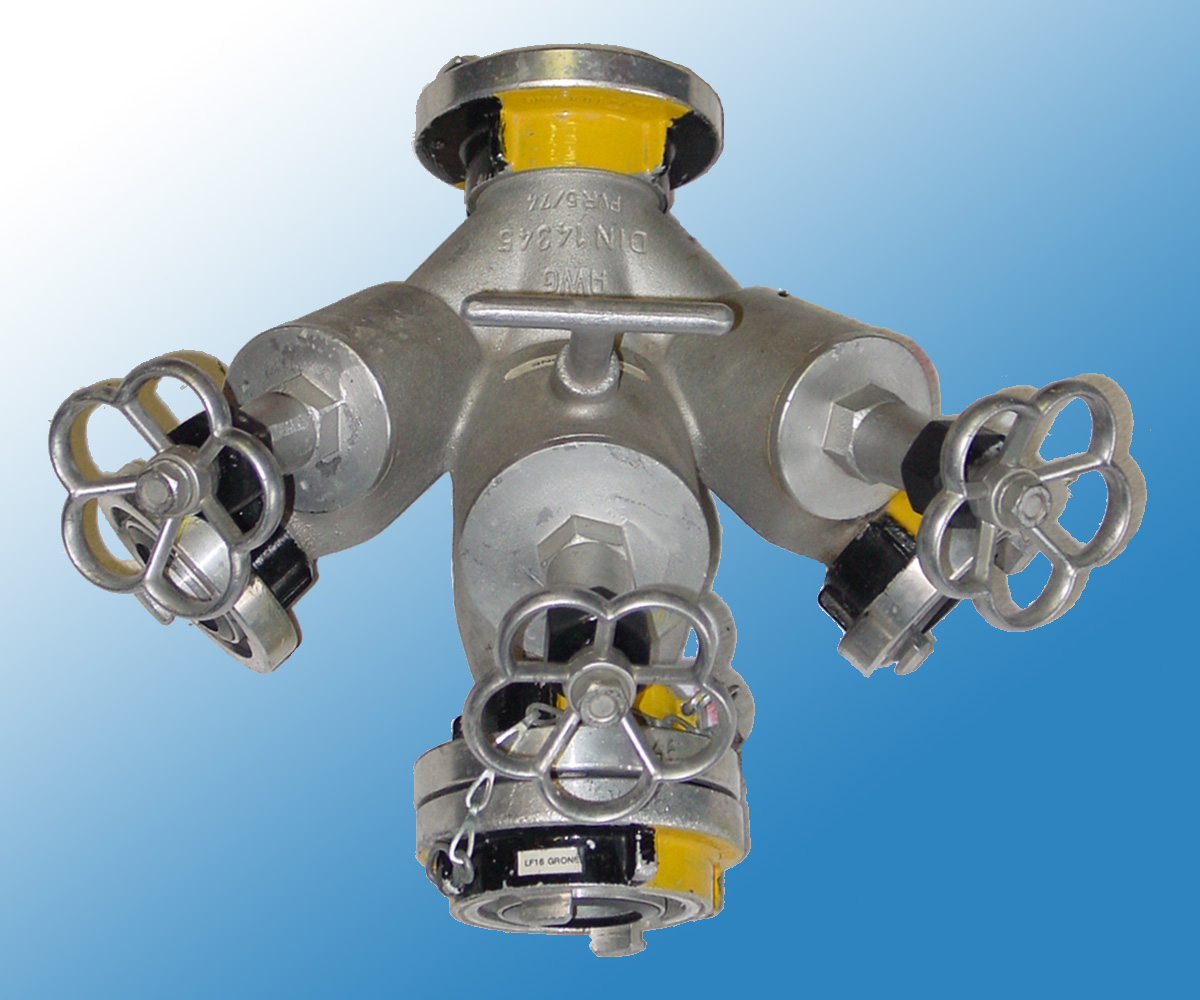
Een verdeelstuk met 4 halve storzkoppelingen, op de middelste uitgang (onderaan) is een verloopstuk gemonteerd.

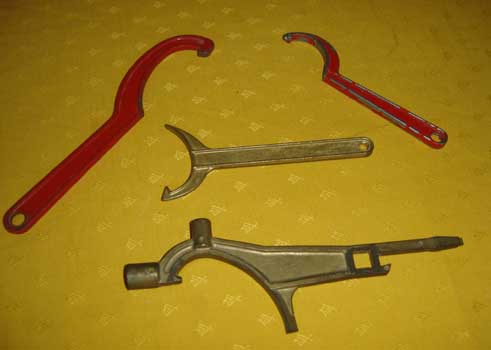
Een verzameling sleutels om koppelingen aan te draaien.

De koppeling bestaat uit twee identieke delen (halve storzkoppeling) die in elkaar gedraaid kunnen worden net als een bajonetsluiting. Een halve koppeling heeft twee of drie uitstulpingen en evenveel uitsparingen. Het aantal uitstulpingen is afhankelijk van de diameter.

### Drukkoppeling
Voor slangen die onder druk staan wordt een drukkoppeling toegepast. Dit type koppeling wordt bij aansluiting 130° gedraaid en is voorzien van een drukbestendige rubber ring. Doorgaans is dit type onder druk (zeer) moeilijk los te koppelen wat de veiligheid verhoogt.
Er zijn verschillende gestandaardiseerde typen:
- A: nokafstand: 133 mm; slangdiameter: 110 of 150 mm
- B: nokafstand: 89 mm; slangdiameter: 75 mm
- C52: nokafstand: 66 mm; slangdiameter: 52 mm
- C42: nokafstand: 66 mm; slangdiameter: 42 mm

Tevens bestaan er storzkoppelingen met nokafstand 81 mm. De meeste brandweerkorpsen gebruiken deze standaard op 52 mm en 75 mm slangen en overige armaturen, zodat ze allemaal onderling te koppelen zijn.
Met nokafstand wordt bedoeld de afstand tussen de binnenkanten van de tegenover elkaar liggende nokken.

### Zuigkoppeling
Voor zuigslangen wordt een zuigslangkoppeling toegepast. Dit type koppeling wordt bij aansluiting 90° gedraaid en is voorzien van een drukbestendige rubber ring. De koppelingen zijn vaak voorzien van uitklapbare handvatten om het koppelen van de vaak stugge slangen makkelijker te maken.
Er zijn verschillende gestandaardiseerde typen:
- A: nokafstand: 133 mm; slangdiameter: 110 of 150 mm
- B: nokafstand: 89 mm; slangdiameter: 75 mm
- C52: nokafstand: 66 mm; slangdiameter: 52 mm

## Uitvinder
De Duitser Guido Storz heeft in 1882 patent aangevraagd op de door hem uitgevonden koppeling. Storz was een architect die bij een brand in het Duitse Konstanz de moeilijkheden zag die het werken met schroefkoppelingen met zich mee bracht. In 1936 werd zijn ontwerp het standaard type koppeling in Duitsland, de zogenaamde "Reichsnormalkupplungen".